# Aculco
Aculco pertence à Região Atlacomulco, é um dos municípios localizados ao noroeste do Estado de México, no México.

## Governo e administração
| Prefeito                          | Periodo   |
| --------------------------------- | --------- |
| Vicente Sosa Alcántara            | 2000-2003 |
| Jesús Alejandro Aguilar Sánchez   | 2003-2006 |
| Francisco Javier Venancio Ramirez | 2006-2009 |
| Marcos Javier Sosa Alcantara      | 2009-2012 |
| Salvador del Rio Martínez         | 2013-2015 |
| Aurora González Ledezma           | 2016-2018 |